# Crucifixión de San Pedro (Caravaggio)
Crucifixión de San Pedro (en italiano, Crocifissione di San Pietro) es una obra maestra del pintor italiano Caravaggio. Está realizado al óleo sobre lienzo y tiene unas dimensiones de 230 centímetros de alto por 175 de ancho. Fue pintada para la capilla Cerasi de la iglesia de Santa María del Popolo de Roma, Italia.

## Historia
Al otro lado de la capilla hay un segundo cuadro de Caravaggio, representando la sorprendente Conversión de San Pablo en el camino de Damasco (1601). Los dos caravaggios, así como el altar de Carracci, fueron un encargo de monseñor Tiberio Cerasi en septiembre de 1600. Las versiones originales de Caravaggio de ambas pinturas fueron rechazadas, y las obras que hoy se encuentran en la capilla fueron pintadas como segundas versiones en 1601. La primera Conversión de Pablo ha sido identificada con la que hay en la colección Odescalchi Balbi, Roma, pero la primera versión de la Crucifixión de Pedro ha desaparecido. Algunos eruditos han identificado esta Crucifixión perdida con una pintura que actualmente se encuentra en el Museo del Hermitage en San Petersburgo, pero no es algo generalmente aceptado. Las primeras versiones pasaron a la colección privada del cardenal Sannessio, y algunos estudiosos modernos (incluyendo a John Gash, Helen Lagdon y Peter Robb - véase la sección de Referencias abajo) han especulado que Sennassio pudo haberse aprovechado de la muerte repentina de Cerasi para coger algunas pinturas del más famoso pintor nuevo de Roma. En cualquier caso, las segundas versiones, que parecen haber sido menos rupturistas que las primeras, fueron aceptadas sin problemas por los albaceas de la herencia de Cerasi.
Los santos Pedro y Pablo, juntos representan los cimientos de la iglesia católica, Pedro sería la «roca» sobre la que Cristo declaró que se erigiría su iglesia (Evangelio de Mateo 16:18), y Pablo quien fundó la sede de la iglesia en Roma. Las dos pinturas de Caravaggio pretenden, pues, simbolizar la devoción de Roma (y de Cerasi) a los príncipes de los apóstoles en esta iglesia que dominaba la gran plaza dando la bienvenida a los peregrinos que entraban en la ciudad desde el norte, representando los grandes temas de la Contrarreforma de la conversión y el martirio y sirviendo como una potente propaganda en contra de las amenazas gemelas de los relapsos y el protestantismo.
Caravaggio, o su patrón, debieron pensar en los frescos de Miguel Ángel en la Capilla Paulina del Palacio Apostólico Vaticano (véase la la Crucifixión de Miguel Ángel) cuando escogió los mismos temas que estas pinturas. No obstante, la escena de Caravaggio es mucho más cruda que la confusión del fresco manierista de Miguel Ángel (1546-1550)  en el Vaticano. San Pedro no es un mártir hercúleo y heroico, sino un 

anciano que sufre el dolor y que experimenta la angustia de la muerte (...) La muerte del príncipe de los apóstoles no fue un espectáculo heroico, sino una ejecución deplorable y mezquina

## Análisis
Es un óleo sobre lienzo, de carácter intencionadamente antiheroico y antiáulico.
La pintura representa el martirio de San Pedro por lo cual de la crucifixión, si bien Pedro pidió que su cruz fuera puesta al revés para no imitar a su maestro, Cristo. El gran lienzo muestra a tres esbirros romanos, figuras tenebrosas, con el rostro oculto o apartado, luchando por erigir la cruz del anciano pero musculoso san Pedro. Pedro es más pesado de lo que su cuerpo con muchos años sugeriría, y la elevación de su cruz requiere los esfuerzos de tres hombres, como si el crimen que perpetran ya les pesara. Su gesto, según Roberto Longhi, es más propio de trabajadores que están ocupados haciendo su trabajo, que de verdugos. Tiran, levantan y hacen palanca contra la cruz, en posiciones feas y banales, como queda en evidencia en el trasero amarillo y los pies sucios del esbirro que queda en la parte izquierda del primer plano.
Esta crucifixión no es sangrienta, pero no está ausente el dolor. Es un zigzag de diagonales, que pronostican el inevitable martirio. Es una escena sombría que se desarrolla en un campo pedregoso.
En el cuadro, la luz baña a la cruz y al santo, ambos símbolo de la fundación y de la construcción de la iglesia, a través del martirio de su fundador.

## Versiones
Una versión de menor tamaño se conserva en el Museo del Patriarca de Valencia (España).